# Meadow Bridge
Meadow Bridge és una població dels Estats Units a l'estat de Virgínia de l'Oest. Segons el cens del 2000 tenia 321 habitants.

## Demografia
Segons el cens del 2000, Meadow Bridge tenia 321 habitants, 136 habitatges, i 93 famílies. La densitat de població era de 302,3 habitants per km².
Dels 136 habitatges en un 29,4% hi vivien nens de menys de 18 anys, en un 47,1% hi vivien parelles casades, en un 18,4% dones solteres, i en un 30,9% no eren unitats familiars. En el 28,7% dels habitatges hi vivien persones soles el 14,7% de les quals corresponia a persones de 65 anys o més que vivien soles. El nombre mitjà de persones vivint en cada habitatge era de 2,36 i el nombre mitjà de persones que vivien en cada família era de 2,83.
Per edats la població es repartia de la següent manera: un 22,1% tenia menys de 18 anys, un 11,2% entre 18 i 24, un 25,9% entre 25 i 44, un 24% de 45 a 60 i un 16,8% 65 anys o més.
L'edat mediana era de 39 anys. Per cada 100 dones de 18 o més anys hi havia 83,8 homes.
La renda mediana per habitatge era de 23.194 $ i la renda mediana per família de 27.000 $. Els homes tenien una renda mediana de 24.444 $ mentre que les dones 14.625 $. La renda per capita de la població era de 12.526 $. Entorn del 15,7% de les famílies i el 24,1% de la població estaven per davall del llindar de pobresa.

## Poblacions més properes
El següent diagrama mostra les poblacions més properes.